# Шкудим
Шкудим — село в Сосновоборском районе Пензенской области России. Входит в состав Шугуровского сельсовета.

## География
Село находится в восточной части Пензенской области, в пределах Приволжской возвышенности, в лесостепной зоне, на берегах реки Шкудимки, на расстоянии примерно 14 километров (по прямой) к северо-востоку от Сосновоборска, административного центра района. Абсолютная высота — 225 метров над уровнем моря.

### Климат
Климат характеризуется как умеренно континентальный, с холодной продолжительной зимой и тёплым летом. Средняя температура воздуха самого тёплого месяца (июля) — 19 °C (абсолютный максимум — 39 °C); самого холодного (января) — −13 °C (абсолютный минимум — −46 °C). Среднегодовое количество атмосферных осадков варьируется от 480 до 627 мм, из которых большая часть выпадает в тёплый период. Снежный покров держится в течение 150—160 дней.

### Часовой пояс
Село Шкудим, как и вся Пензенская область, находится в часовой зоне МСК (московское время). Смещение применяемого времени относительно UTC составляет +3:00.

## Население
| 1709 | 1718  | 1748  | 1864 | 1877 | 1897 | 1911 |
| ---- | ----- | ----- | ---- | ---- | ---- | ---- |
| 234  | ↗348  | ↗612  | ↘550 | ↗698 | ↘679 | ↗990 |
| 1926 | 1930  | 1939  | 1959 | 1979 | 1989 | 1996 |
| ↘977 | ↗1068 | ↗1176 | ↘819 | ↘683 | ↘443 | ↘369 |
| 2002 | 2010  |       |      |      |      |      |
| ↘301 | ↘222  |       |      |      |      |      |

### Национальный состав
Согласно результатам переписи 2002 года, в национальной структуре населения мордва составляла 91 % из 301 чел.